# Beatrice d'Inghilterra
Beatrice d'Inghilterra, nota anche come Beatrice de Dreux (Bordeaux, 25 giugno 1242 – Londra, 24 marzo 1275), era una principessa inglese, che fu contessa consorte di Richmond, dal 1268 alla sua morte.

## Origine
Secondo gli Annales Londonienses, Beatrice era la figlia di re d'Inghilterra, duca d'Aquitania e Guascogna, Enrico III e di Eleonora di Provenza, che era la figlia secondogenita del conte di Provenza e conte di Forcalquier, Raimondo Berengario IV (1198 – 1245), e della moglie, Beatrice di Savoia (1206 – 1266), come risulta dalla cronaca del monaco benedettino inglese, cronista della storia inglese, Matteo Paris (1200 – 1259), quando ne descrive il matrimonio con il re d'Inghilterra, Enrico III e anche dal documento n° 99 del Peter der Zweite Graf von Savoyen, Markgraf in Italien, sein Haus und seine Lande, dello storico, Ludwig Wurstenberger.
Enrico III d'Inghilterra era il figlio primogenito del re d'Inghilterra, Giovanni Senza Terra e della sua seconda moglie, Isabella d'Angoulême, che, sia secondo il Florentii Wigornensis Monachi Chronicon, Continuatio, che secondo il monaco benedettino inglese, cronista della storia inglese, Matteo di Parigi, era l'unica figlia del conte d'Angouleme, Ademaro III e della moglie (come ci viene confermato dalla Chronica Albrici Monachi Trium Fontium), Alice di Courtenay, che era figlia di Pietro di Francia e di Elisabetta, signora di Courtenay.

## Biografia
Secondo gli Annales Londonienses, Beatrice era nata a Bordeaux (regina Alienora peperit apud Burdegalam filiam et vocatum est nomen ejus Beatrice); anche Matteo Paris ricorda la nascita di Beatrice, precisando il giorno della nascita: il 25 giugno (in crastino Nativitatis Sancti Johannis).

### Infanzia
Suoi fratelli erano Edoardo, futuro re d'Inghilterra, Margherita, futura regina di Scozia, Edmondo Plantageneto, I conte di Lancaster, che raggiunsero l'età adulta, e Richard, John, Katherine, William e Henry, che invece morirono bambini.
Enrico III entrò dapprima in trattative per far sposare Beatrice al re di Francia, rifiutando al contempo una proposta di matrimonio del figlio del re di Norvegia.

### Matrimonio
All'età di diciotto anni, nel 1260, secondo gli Annales Londonienses, Beatrice sposò l'erede del ducato di Bretagna, Giovanni, che, sia secondo il Cartulaire de l'abbaye de Sainte-Croix de Quimperlé, che secondo il Chronicon Kemperlegiense, Stephani Baluzii Miscellaneorum, Liber I, Collectio Veterum, Giovanni era il figlio maschio primogenito del Duca reggente di Bretagna, Conte di Richmond e Conte di Penthièvre, Giovanni I e della moglie Bianca di Navarra, che, secondo la Chronica Albrici Monachi Trium Fontium, era figlia di Tebaldo il Saggio, re di Navarra (Tebaldo I) e conte di Champagne (Tebaldo IV), e di Agnese di Beaujeu.
Anche gli Annales monastici, riportano il matrimonio, precisando che fu celebrato a Londra, nell'Abbazia di Westminster, il giorno di Natale del 1259.
Nel 1268, suo padre, Enrico III d'Inghilterra|Enrico III concesse a suo suocero Giovanni I la contea di Richmond, che, in quello stesso anno, passò a suo marito, Giovanni.

### Morte
Beatrice morì il 24 marzo 1275 a Londra; il Florentii Wigornensis Monachi Chronicon ricorda che la morte di Beatrice avvenne nello stesso anno della sorella Margherita, regina di Scozia (Margareta regina Scotie et Beatrix comitissa Britanniæ, filiæ regis Henrici, diem clauserunt extremum).
Si disse che fosse morta di parto, ma le date non confermano questa supposizione, ormai smentita da tutti gli storici. Giovanni II di Bretagna le rese onore ordinando l'edificazione di una cappella privata, che alla sua morte avrebbe accolto anche il suo corpo. Beatrice venne sepolta nella Grey Friars Church di Greenwich. Il marito divenne duca solo undici anni dopo la morte di lei, e pertanto Beatrice non fu mai duchessa di Bretagna.
Sulla sua vita esistono poche testimonianze, tuttavia il suo matrimonio fu di grande importanza per la politica inglese poiché aiutò a favorire un'alleanza con la Francia e a porre la contea di Richmond nella zona di influenza dell'Inghilterra.

### Figli
Beatrice a Giovanni diede sei figli:
- Arturo (1262–1312), Duca di Bretagna[19]
- Giovanni(c.1266-1334), conte di Richmond[20]
- Maria(1268–1339), moglie di Guy III di Châtillon[21]
- Pietro(1269–1312), visconte di Leon[22]
- Bianca (1271–1327), moglie di Filippo d'Artois[23]
- Eleonora (1274–1329), badessa di Fontevrault, citata nel testamento del padre[24].

## Ascendenza
|                                    |                        |                         | Genitori                 |  |  | Nonni |  |  | Bisnonni                |  |  | Trisnonni          |  |
|                                    |                        |                         |                          |  |  |       |  |  | Enrico II d'Inghilterra |  |  | Goffredo V d'Angiò |  |
|                                    |                        |                         |                          |  |  |       |  |  | Enrico II d'Inghilterra |  |  | Goffredo V d'Angiò |  |
|                                    |                        | Matilde d'Inghilterra   |                          |  |  |       |  |  | Enrico II d'Inghilterra |  |  |                    |  |
| Giovanni d'Inghilterra             |                        |                         |                          |  |  |       |  |  | Enrico II d'Inghilterra |  |  |                    |  |
|                                    |                        | Eleonora d'Aquitania    | Guglielmo X di Aquitania |  |  |       |  |  |                         |  |  |                    |  |
|                                    |                        | Eleonora d'Aquitania    | Guglielmo X di Aquitania |  |  |       |  |  |                         |  |  |                    |  |
|                                    |                        | Eleonora d'Aquitania    | Aénor di Châtellerault   |  |  |       |  |  |                         |  |  |                    |  |
| Enrico III d'Inghilterra           |                        | Eleonora d'Aquitania    |                          |  |  |       |  |  |                         |  |  |                    |  |
|                                    |                        | Ademaro III d'Angoulême | Guglielmo VI d'Angoulême |  |  |       |  |  |                         |  |  |                    |  |
|                                    |                        | Ademaro III d'Angoulême | Guglielmo VI d'Angoulême |  |  |       |  |  |                         |  |  |                    |  |
|                                    |                        | Ademaro III d'Angoulême | Margherita de Turenne    |  |  |       |  |  |                         |  |  |                    |  |
| Isabella d'Angoulême               |                        | Ademaro III d'Angoulême |                          |  |  |       |  |  |                         |  |  |                    |  |
|                                    |                        | Alice di Courtenay      | Pietro I di Courtenay    |  |  |       |  |  |                         |  |  |                    |  |
|                                    |                        | Alice di Courtenay      | Pietro I di Courtenay    |  |  |       |  |  |                         |  |  |                    |  |
|                                    |                        | Alice di Courtenay      | Elisabetta di Courtenay  |  |  |       |  |  |                         |  |  |                    |  |
| Beatrice d'Inghilterra             |                        | Alice di Courtenay      |                          |  |  |       |  |  |                         |  |  |                    |  |
|                                    | Alfonso II di Provenza | Alfonso II d'Aragona    |                          |  |  |       |  |  |                         |  |  |                    |  |
|                                    | Alfonso II di Provenza | Alfonso II d'Aragona    |                          |  |  |       |  |  |                         |  |  |                    |  |
|                                    | Alfonso II di Provenza | Sancha di Castiglia     |                          |  |  |       |  |  |                         |  |  |                    |  |
| Raimondo Berengario IV di Provenza | Alfonso II di Provenza |                         |                          |  |  |       |  |  |                         |  |  |                    |  |
|                                    |                        | Garsenda di Provenza    | Raniero di Sabran        |  |  |       |  |  |                         |  |  |                    |  |
|                                    |                        | Garsenda di Provenza    | Raniero di Sabran        |  |  |       |  |  |                         |  |  |                    |  |
|                                    |                        | Garsenda di Provenza    | Garsenda di Forcalquier  |  |  |       |  |  |                         |  |  |                    |  |
| Eleonora di Provenza               |                        | Garsenda di Provenza    |                          |  |  |       |  |  |                         |  |  |                    |  |
|                                    |                        | Tommaso I di Savoia     | Umberto III di Savoia    |  |  |       |  |  |                         |  |  |                    |  |
|                                    |                        | Tommaso I di Savoia     | Umberto III di Savoia    |  |  |       |  |  |                         |  |  |                    |  |
|                                    |                        | Tommaso I di Savoia     | Beatrice di Mâcon        |  |  |       |  |  |                         |  |  |                    |  |
| Beatrice di Savoia                 |                        | Tommaso I di Savoia     |                          |  |  |       |  |  |                         |  |  |                    |  |
|                                    |                        | Margherita di Ginevra   | Guglielmo I di Ginevra   |  |  |       |  |  |                         |  |  |                    |  |
|                                    |                        | Margherita di Ginevra   | Guglielmo I di Ginevra   |  |  |       |  |  |                         |  |  |                    |  |
|                                    |                        | Margherita di Ginevra   | Beatrice di Faucigny     |  |  |       |  |  |                         |  |  |                    |  |
|                                    |                        | Margherita di Ginevra   |                          |  |  |       |  |  |                         |  |  |                    |  |

### Fonti primarie
- (LA)  Chronicles of the reigns of Edward I. and Edward II, Annales Londonienses.
- (LA)  Monumenta Germaniae Historica, Scriptores, tomus XXIII.
- (LA)  Rerum Gallicarum et Francicarum Scriptores, tomus XX.
- (LA)  Mémoires pour servir de preuves à l´histoire ecclésiastique et civile de Bretagne, Tome I.
- (FR)  William of Tyre, Recueil des historiens des croisades. Historiens occidentaux..
- (LA)  Cartulaire de l´abbaye de Sainte-Croix de Quimperlé.
- (LA)  Stephani Baluzii Miscellaneorum, Liber I.
- (LA)  Peter der Zweite Graf von Savoyen, Markgraf in Italien, sein Haus und seine Lande.
- (LA)  Matthæi Parisiensis, Monachi Sancti Albani, Chronica Majorar, vol. IV.
- (LA)  Matthæi Parisiensis, Monachi Sancti Albani, Chronica Majorar, vol. III.
- (LA)  Chartes du diocèse de Maurienne, vol. II.
- (LA)  Florentii Wigorniensis Monachi Chronicon, Tomus II, Continuatio.
- (LA)  Annales monastici.

### Letteratura storiografica
- Charles Boutell, The Handbook to English Heraldry, University of Michigan, Michigan, Reeves and Turner, 1914, p. 138.
- John Cannon, Ralph Griffiths, The Oxford Illustrated History of the British Monarchy, New York, Oxford UP, 1988, p. 147.
- Anne Crawford, Letters of Medieval Women, Grand Rapids, Sutton, Limited, 2002, p. 35.
- George R. French, Shakespeareana Genealogica, Boston, Massachusetts, Macmillian, 1869, pp. 5–30.
- Douglas Richardson, Plantagenet Ancestry: A Study in Colonial and Medieval Families, Boston, Genealogical Company, Incorporated, 2004, pp. 13–18.
- The Yorkshire Archaeological Society, The Yorkshire Archaeological Journal, Yorkshire, Yorkshire Archaeological Society, 1905, p. 163.